# M.D.L.R 2.0
M.D.L.R 2.0 es el primer extended play del rapero hispano-marroquí Morad. Fue lanzado y distribuido el 21 de abril de 2020 por Altafonte (Sony Music).

## Contexto y portada
M.D.L.R 2.0, es una secuela de su primer álbum de estudio M.D.L.R (que significa «Moro de Las Ramblas», especie autóctona de Barcelona). El 8 de marzo de 2020 lanzó un freestyle titulado «Que viene el álbum», anunciando que estaba cerca un nuevo proyecto.
En la portada y el diseño de los visualizers se encuentra el artista vestido con ropa deportiva, sentado o acostado en bloques de cemento con grafitis.

## Lanzamiento y recepción
El 21 de abril de 2020, Morad publicó el EP, compuesto de visualizers, el álbum se centra en tópicos como el amor y el desamor, el orgullo personal, despreocupación por su éxito comercial y sobre personas que se encuentran en prisión, ya sean mayores en prisión o menores en centros de acogida (como él estuvo). Las producciones musicales estuvieron a cargo de SHB, Jordan Ivey y Tr Fact principalmente. El álbum fue grabado en la Pandemia de COVID-19, por lo que el artista no lo presentó en ningún show. 
A finales de ese mismo año, el artista consiguió mucho más reconocimiento y esto se vio reflejado en los sencillos «He visto» y «Normal» que consiguieron millones de visualizaciones en Youtube. En 2021 interpretó el sencillo «Pensamientos» (el más destacado de su EP) en las conocidas Gallery Sessions, que cosechó en total más de 11 millones de visualizaciones en YouTube. En Spotify se destacaron respectivamente «Lo malo» (11 millones de reproducciones), «Recuerdos» (7 millones), «No hace na» (4,5 millones) y «Tienes que» (3,5 millones). Además, fue el primer proyecto de Morad en llegar al top 10° de más escuchados en España, ubicándose en el puesto 6.

## Lista de canciones
Todas las canciones escritas y compuestas por Morad El Khattouti . 
| N.º | Título                  | Música  | Duración |  |
| 1.  | «Tienes que»            | SHB     | 3:14     |  |
| 2.  | «No hace na»            | Tr Fact | 2:29     |  |
| 3.  | «Recuerdos - freestyle» | Tr Fact | 2:39     |  |
| 4.  | «Lo malo»               | -       | 3:21     |  |
| 5.  | «Pensamientos»          | Tr Fact | 2:24     |  |